# Тальгайм (Гайльбронн)
Тальгайм (нім. Talheim) — місто в Німеччині, знаходиться в землі Баден-Вюртемберг. Підпорядковується адміністративному округу Штутгарт. Входить до складу району Гайльбронн.
Площа — 11,62 км2. Населення становить 4992 ос. (станом на 31 грудня 2020).